# Kelet-afrikai csimpánz
A Kelet-afrikai csimpánz (Pan troglodytes schweinfurthii) a közönséges csimpánz egy alfaja. A Közép-afrikai Köztársaságban, Szudánban, Kongói Demokratikus Köztársaságban, Ugandában, Ruandában, Burundiban és Tanzániában fordul elő.
A 2007-es IUCN vörös listán veszélyeztetettként osztályozták. Bár a közönséges csimpánz a leggyakoribb és legelterjedtebb nem ember emberszabású majom újabban hanyatlik Kelet-Afrikában ami várhatóan folytatódik a vadászat és az élőhelyek elvesztése következtében. Mert a csimpánzok és az emberek  fiziológiailag hasonlóak a csimpánzok megadják magukat számos betegségnek amik az embereket sújtják.
Colin Groves az Ausztrál Nemzeti Egyetemről azzal érvel hogy elég eltérés van a P. t. schweinfurthii északi és déli populációi között, ezért egy alfaj helyett kettőbe kell osztani, az északi populáció mint P. t. schweinfurthii, és a déli populáció mint P. t. marungensis.
Ezt az alfajt alaposan tanulmányozta Dr. Jane Goodall a Gombe Nemzeti Parkban.

## Leírása
Felnőtt csimpánzok súlyát a vadonban 40 és 65 kg között mérték. A hímek akár 160 centiméter magasak lehetnek, a nőstények akár 130 centiméter magasak lehetnek. A csimpánzok testét durva sötétbarna szőr borítja,  kivéve az arcukat, ujjaikat, lábujjaikat, tenyereiket, és lábtalpaikat. Hüvelykujjaik és a nagylábujjaik szembefordíthatóak ami lehetővé teszi a precíziós fogást.

## Élőhely
A csimpánzok fákon és a földön töltik az időt, de általában egy fán alszanak ahol építenek egy fészket az éjszakára. Valaha ezen régió túlnyomórészén éltek, de az élőhelyük drámaian csökkent az elmúlt években.

## Viselkedés

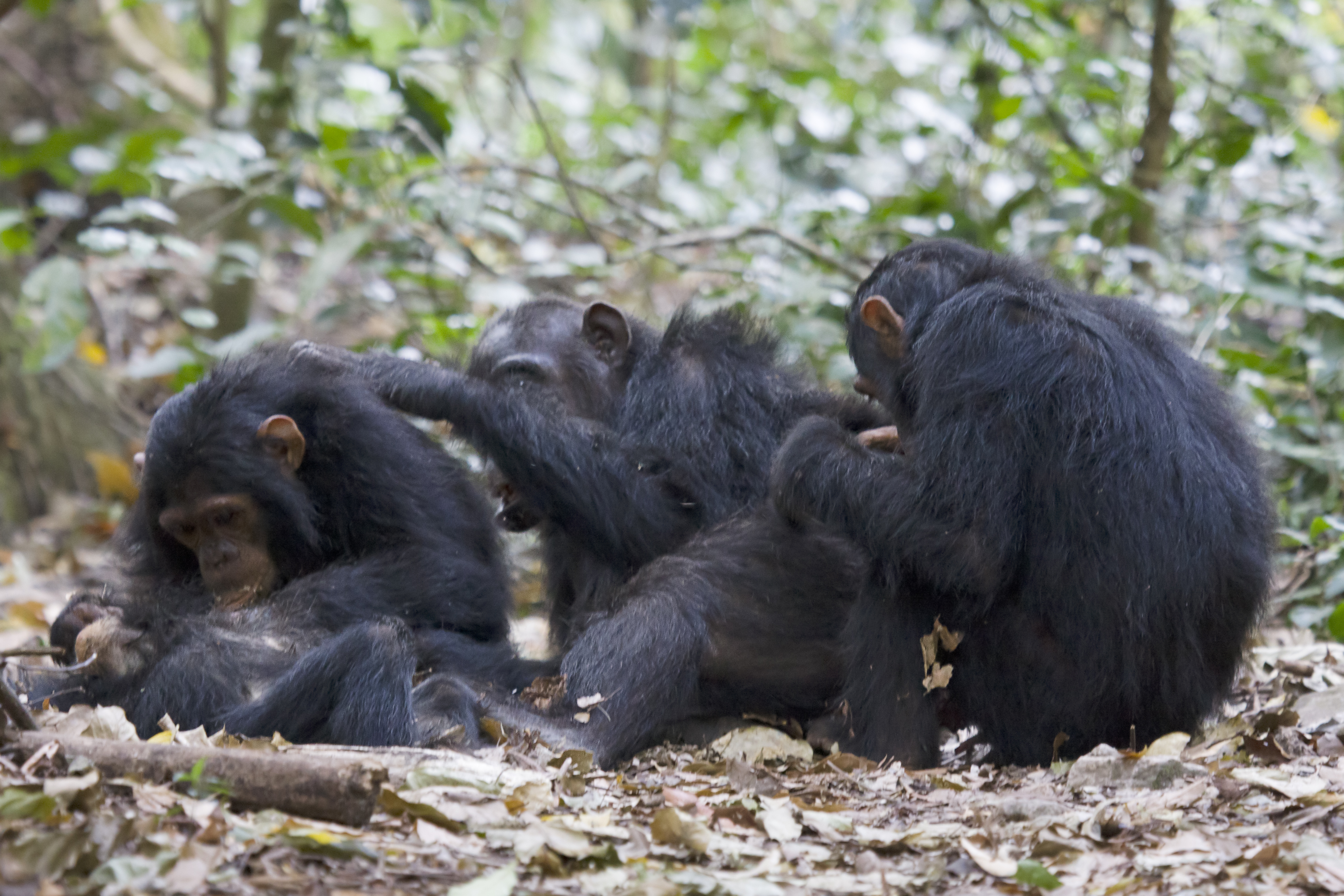
Tisztálkodó csimpánzok egy csoportja

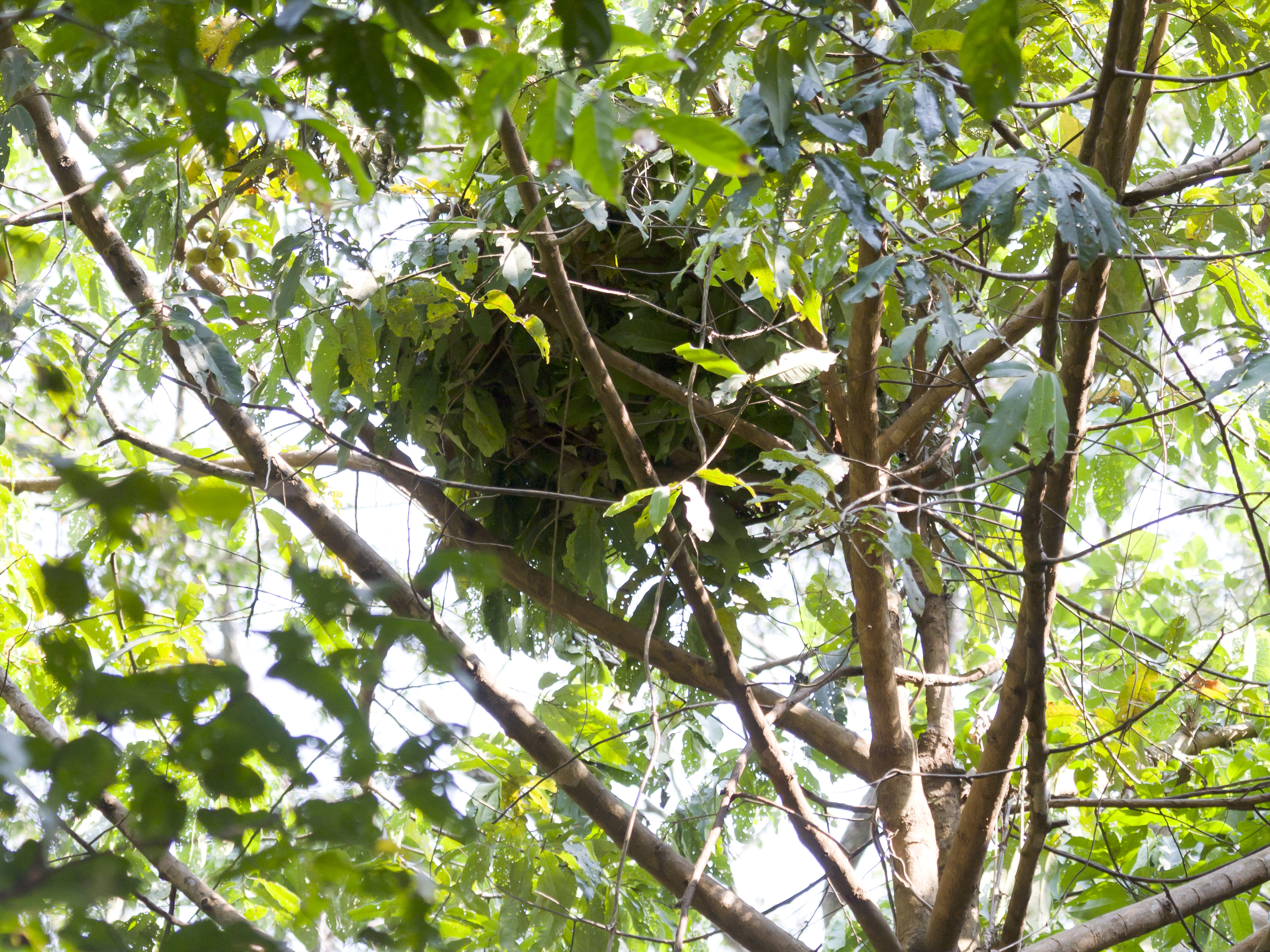
Egy fészek egy fán ahol a csimpánzok alszanak éjszaka

Közösségekben élnek amik jellemzően 20-tól több mint 150 tagig terjednek, de a legtöbb idejüket csak néhány egyed kis társaságában történő utazással töltik. A Kelet-afrikai csimpánz fán élő és földön élő is, az éjszakát fán tölti, míg a legtöbb nappali óráját a földön tölti.
A csimpánzok járnak használva a talpaikat és az csuklóikat, és képesek felegyenesedve járni rövid távolságokon. A közönséges csimpánz "csuklón sétáló" mint a gorillák, ellentétben a négylábú mozgással (egy formája a szárazföldi állatok mozgásának négy lábat használva) az orángutánok és bonobók ismertek mint "tenyéren sétálók" akik használják a külső szélét a tenyerüknek.
Amikor szembetalálkozik egy ragadozóval hangos sikolyokkal reagál és bármilyen tárgyat használ amit képes elérni a fenyegetés ellen. A leopárd a csimpánzok fő természetes ragadozója, de az oroszlánoknak is zsákmányul esnek el.

## Táplálkozás

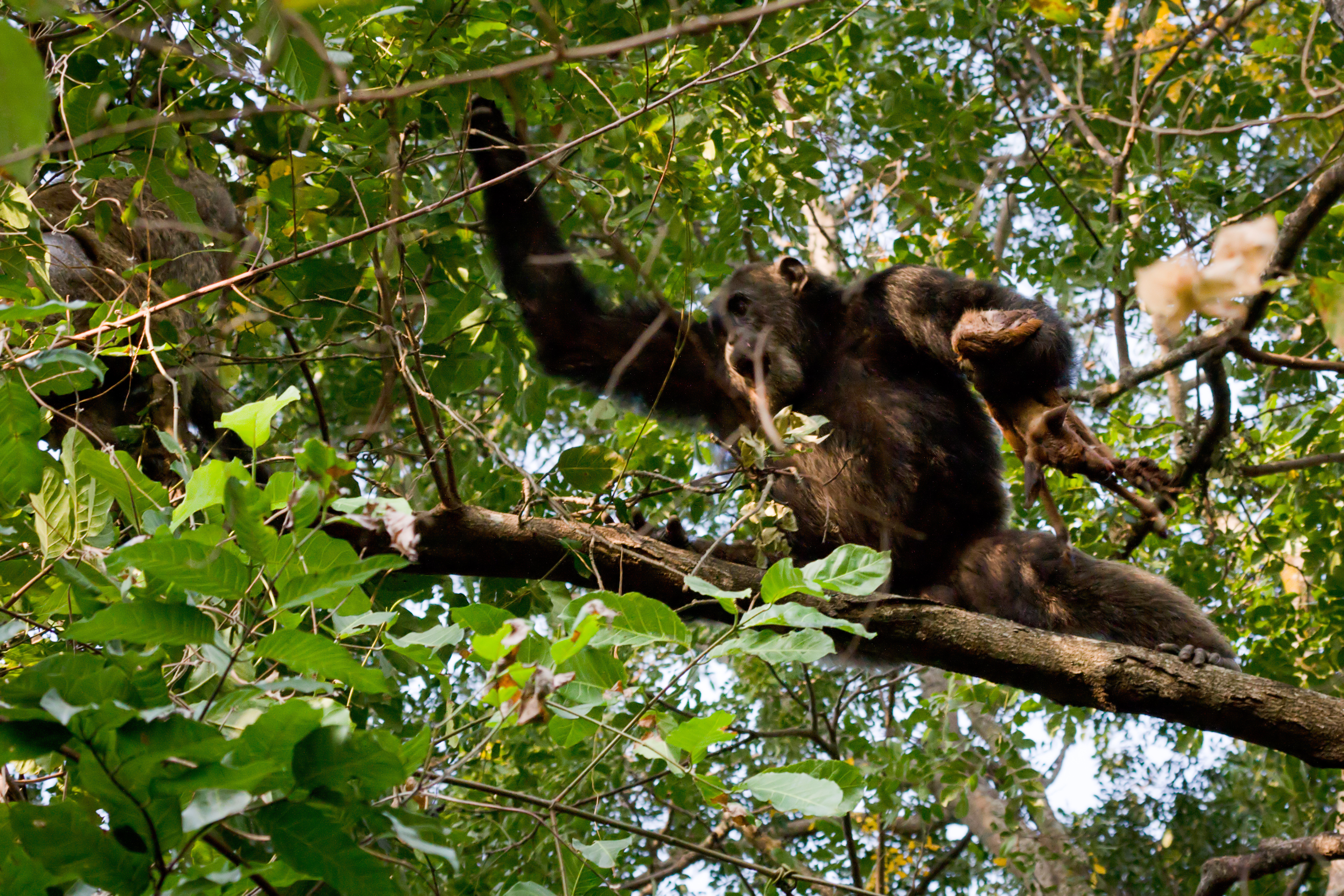
Hím csimpánz a zsákmányával egy bozóti antiloppal

Mint az emberek a csimpánzok is mindenevők ami azt jelenti hogy a táplálékuk növényekből és állatokból áll. Néhány a táplálékai közülː magvak, gyümölcsök, levelek, fakéreg, rovarok például termeszek és kis zsákmányok. A csimpánzok gyakran használnak egy gallyat mint egy szerszámot hogy segítse őket hogy elérjék a termeszeket vagy hangyákat a fészkükben és látták hogy használ botot más kis emlősök vadászatához. Van példája a szervezett vadászatnak is. Néhány esetben például leopárd kölyök megölésekor ez elsősorban egy védekező erőfeszítésnek látszik, mivel a leopárd a fő természetes ragadozója a közönséges csimpánznak. A közönséges csimpánzok néha bandákban vannak együtt és vadásznak a nyugati vöröskolobuszokra (Piliocolobus badius) a húsukért. A kannibalizmus izolált eseteit szintén dokumentálták.